# Gordon Gollob
Gordon M. Gollob (ur. 16 czerwca 1912 w Grazu; zm. 8 września 1987 w Sulingen) – pilot austriackich i niemieckich sił powietrznych (Luftwaffe), as myśliwski II wojny światowej – zdobył 150 zwycięstw osiągniętych w 340 walkach (w tym 144 zwycięstwa nad frontem wschodnim). Pierwszy pilot Luftwaffe, który osiągnął 150 zwycięstw powietrznych. Jeden z 27 oficerów odznaczonych Krzyżem Rycerskim z Liśćmi Dębu, Mieczami i Brylantami. 

## Życiorys

### Wczesne lata życia
Gordon Gollob urodził się w Grazu jako syn Heinricha i Johanny (z domu Reininghaus). Obydwoje rodzice studiowali na wiedeńskiej Akademii Sztuk Pięknych, gdzie zaprzyjaźnili się z Gordonem Malletem McCouch, amerykańskim malarzem, z pochodzenia Szkotem. McCouch został ojcem chrzestnym Golloba, po którym wziął imię. W 1933, po czterech semestrach studiów (inżynieria mechaniczna na uniwersytecie w Grazu) wstąpił do austriackich sił powietrznych, rok później odbył swój pierwszy lot. Po przyłączeniu Austrii przez Niemcy w 1938 rozpoczął służbę w Luftwaffe w randze porucznika (Oberleutnant). Wtedy też w ramach polityki III Rzeszy zmierzającej do zniemczania obco brzmiących nazwisk i nazw musiał się wyzbyć członu Mc przed swoim nazwiskiem. 15 marca 1939 został przydzielony do 3./ZG 76, w której pilotował Bf 110.

### II wojna światowa
Jako członek ZG 76 wziął udział w operacji Fall Weiss (agresji Niemiec na Polskę 1 września 1939). Nad Polską odniósł swoje pierwsze potwierdzone powietrzne zwycięstwo (5 września strącił samolot PWS).
8 kwietnia 1940 Gollob został wyznaczany na dowódcę eskadry (Staffelkapitän) 3./ZG 76. Jego jednostka wzięła udział w Operacji Weserübung, w której odniósł dwa zwycięstwa nad Norwegią. Rok później zestrzelił Spitfire'a podczas walk nad Wielką Brytanią. 
W 1941 jednostka wzięła udział w Operacji Barbarossa. Parę dni po rozpoczęciu walk, 27 czerwca został wyznaczony dowódcą grupy (Gruppenkommandeur) II./JG 3, i awansowany do stopnia kapitana (hauptmann). W stosunku do słabo wyszkolonych pilotów radzieckich sił powietrznych, Gollob mógł pokazywać swoje umiejętności - w sierpniu zestrzelił 18 wrogich maszyn, a 18 września został odznaczony Krzyżem Rycerskim Krzyża Żelaznego za 42 zwycięstwa. W październiku odniósł 37 zwycięstw, w tym 9 w jednym dniu (18 października). 26 października został odznaczony Liśćmi Dębu za odniesienie 85 zwycięstw. W grudniu rozpoczął testy następnej wersji Bf 109.
Po powrocie do macierzystej jednostki został awansowany do stopnia majora, przejął też dowództwo 77 pułku myśliwskiego (JG 77) 16 maja 1942 r. JG 77 brał udział w bitwie nad Kerczem; pułkiem dowodzili wówczas tacy piloci jak Gollob i Heinrich Bär. Między Gollobem i Bärem toczyła się ostra rywalizacja, mająca wpływ na liczbę zestrzeleń obu pilotów. 20 maja Gollob osiągnął sto zwycięstw. 23 czerwca został nagrodzony dodaniem mieczy do Krzyża Rycerskiego, za 107 zestrzeleń. Dwa miesiące później miał już na swoim koncie 150 zwycięstw. 24 sierpnia 1942 odbył ostatni lot bojowy, otrzymując od Hermanna Göringa zakaz dalszych lotów - dowódca Luftwaffe nie chciał tracić jednego ze swoich najlepszych asów. 29 sierpnia Gollob został nagrodzony Brylantami do Krzyża Rycerskiego.
Anonimowy pilot formacji Golloba: "Gollob wracał znad Kercza. Leciał sobie przy niskiej wysokości pod rosyjską formacją. Rozpoczął powoli podnosić się, starannie utrzymując pozycję pod wrogą formacją. Zanim lecący Rosjanie zorientowali się o jego obecności, to dwa samoloty ich formacji były zestrzelone."

### Późniejsza kariera
1 października 1942 w stopniu pułkownika (Oberst), został skierowany do personelu Jagdfliegerführer 3, 15 października wyznaczany został na Jagdfliegerführer 5, był odpowiedzialny za taktyczne dowództwo nad północno-zachodnią Francją. W kwietniu 1944 Gollob uzyskał przydział do Inspektoratu Lotnictwa Myśliwskiego dowodzonego przez Adolfa Gallanda. Pomagał tam opracowywać nowe projekty samolotów. W listopadzie został wyznaczany dowódcą Jäger-Sonderstab (jednostki myśliwców do zadań specjalnych) działającej podczas alianckiej ofensywy w Ardenach. W styczniu 1945 mianowany został głównym dowódcą niemieckiego lotnictwa myśliwskiego (Jagerflieger), po tym jak Galland zrezygnował przed Oberkommando der Luftwaffe po klęsce w operacji Bodenplatte.

### Po wojnie
Po zwolnieniu z niewoli, zaczął pisać do różnych czasopism oraz prowadzić wykłady. W 1948 stał się przewodniczącym Partii Niezależności w Austrii. Od 1951 pracował dla przedsiębiorstwa wyrabiającego silniki i środki lokomocji. Miał dwóch synów i córkę. Zmarł 7 września 1987 w Sulingen w powiecie Diepholz w Dolnej Saksonii.

### Podsumowanie
Gollob odbył 464 lotów bojowych, uzyskał 150 zwycięstw powietrznych w 340 walkach. Od początku kariery do 24 sierpnia 1942 odbył w sumie 4571 lotów. Wśród jego ofiar znalazło się 36 bombowców, 13 szturmowców, 84 myśliwców, 15 lekkich bombowców, 1 łódź latająca i 1 samolot niezidentyfikowanego typu.

## Odznaczenia
- Krzyż Rycerski Krzyża Żelaznego z Liśćmi Dębu, Mieczami i Brylantami
  - Krzyż Rycerski – 18 września 1941
  - Liście Dębu (nr 38) – 25 października 1941[1]
  - Miecze (nr 13) – 23 czerwca 1942
  - Brylanty (nr 3) – 30 sierpnia 1942
- Krzyż Żelazny I Klasy – 13 lipca 1940
- Krzyż Żelazny II Klasy – 21 września 1939
- Tarcza Krym
- Złota odznaka pilota frontowego Luftwaffe z liczbą "300"
- Puchar Honorowy Luftwaffe – 21 lipca 1941
- Złota odznaka pilota-obserwatora Luftwaffe z Brylantami